# Бгаґаван
Бгаґаван (санскр. भगवान्, Bhagavān IAST) — термін, що часто використовується в індуїзмі по відношенню до Верховного Суті або Абсолютною Істини як до Особи Бога, як до Бога в Його особистісному аспекті.. Походить від "Бгаґа" (РВ VII, 41), Вимовляється як "Бгаґаван", (h - є придиховим звуком, близьким до "г" (після дзвінких), чи до "х" (після глухих приголосних)). У слов'янських мовах закріпилось у скорочених формах - "Бог" або "Буг". Іноді також Сваям-бгаґаван. Ця особистісна концепція Бгаґавана більш-менш тотожна загальному поняттю Бог у християнстві.
Бгаґаван також використовується як термін, тотожний слову «господь» російською мовою, як наприклад «Бгаґаван Крішна» або «Бгаґаван Шива» та ін. Тому іноді культ Вішну називають бхагаватизм. У буддизмі і джайнізмі, цим титулом називають Ґаутама Буддгу, Махавіра та інших Тіртханкар, а також бодгісаттв. У сучасному контексті, термін часто вживається як поважна форма звертання до духовних вчителів у Індії.
Бгаґават — жіночий рід від «Бгаґаван», використовується в індуїзмі як епітет Дурґи та інших богинь.

## Етимологія
У буквальному перекладі означає «щасливий, благословенний, процвітаючий». Походить від іменника Бхага, що означає «удача, багатство», споріднене із слов'янським Бог, також означає «прославлений, божественний, шанований, святий».

## У вайшнавізмі
У богослов'ї вайшнавізму, Бгаґаван виступає як особистісний аспект Абсолютної істини. Три рівня усвідомлення Абсолюту описуються, зокрема, на «Бгагавата-пурані»:
1. Брахман — безособовий аспект Абсолюту. Досягаючи цього рівня, індивід знаходить блаженний стан свідомості, тощо нірвані в буддизмі, і усвідомлює велич вселенського всепроникаючого сяйва Брахману.
2. Параматма — на цьому рівні приходить усвідомлення Параматму, при якому стає можливим побачити Форму Бога, яка міститься в серцях усіх живих істот, завжди супроводжуючи індивідуальну душу атман.
3. Бхагаван — після досягнення цього рівня, Джива встановлює прямі любовні взаємини з Верховною Особистістю Бога, в одній або кількох з Його трансцендентних форм. У вайшнавізмі цей рівень розглядається як найвищий, як кінцева стадія в усвідомленні Бога.

Слід зазначити, що інші філософські школи індуїзму дотримуються іншої точки зору на це питання.

### Визначення шести основних якостей Бгаґавана
Говориться, що Верховна Особистість Бога, Бгаґаван, володіє незліченними цілком духовними якостями, з яких прийнято виділяти шість основних. У «Вішну-пурані» (6.5.79) ведичний ріші Парашара перераховує ці шість якостей, званих санскритським терміном «Бхага»:
- Ґйана транслітерується так: джнана («знання»)
- Вайраґ'я («відчуженість»)
- Яшаса («слава»)
- Вір'я («сила»)
- Айшвар'я («багатство»)
- Шрі («краса»)

Поняття Бгаґавана співвідноситься з концепцією Бога в монотеїзмі, — це найвища особистість, яка є джерелом всього сущого і володіє абсолютною владою. Це означає, що Бхагаван володіє всією силою, всією мудрістю. Бхагаван — це особистість, яка володіє силою, знанням, красою, славою, багатством і зреченням в повній мірі. Інакше кажучи, якщо перед нами стоїть особистість, що володіє всіма багатствами у всесвіті, є найсильнішою в усьому творінні, і т. д. з усіма іншими своїми якостями, її можна назвати Бхагаваном. У різних ведичних писаннях індуїзму стверджується, що ці шість якостей Бхагавана залучають абсолютно всіх. Хтось може залучатися всіма шістьма відразу, хтось тільки деякими з них. Наприклад, в гаудія-вайшнавізмі Бхагавана називають Крішною, що в перекладі означає всепривабливий. Для кришнаїтів, слова Бог і Крішна суть одне.
Практика, що дозволяє збагнути аспект вічності, називається джнана-йогою. З розумінням Брахмана, людина усвідомлює 2 якості Бхагавана, знання і зречення.
Практика, що дозволяє осягнути Параматму — вищу душу в серце, називається аштанга-йогою. Осягаючи вищу душу, людина знаходить єдність з надсвідомістю, на додаток до вічності. З розумінням вищої душі людина осягає 4 якості Бхагавана, це Його могутність і славу, на додаток до знання і зречення.
Практика, що дозволяє збагнути Вищу Особистість, Бога, називається бгакті-йоґою. На цьому ступені усвідомлення Істини людина на додаток до вічного знання знаходить блаженство. На цьому рівні людина усвідомлює всі якості Бхагавана. Як Особистість Бога проявляє себе як Брахман і Параматму, так і бгакті (любовне служіння Богові) є основою всіх інших форм самодосконалості. Тому в вайшнавізмі стверджується, що духовна практика, позбавлена елементів відданого служіння Богу приречена на крах. Саме з цієї причини духовні практики в традиціях бгакті роблять упор на безкорисливому служінні Богу.

## Історичне використання терміна
Найбільш ранні свідоцтва існування релігії бгагавата (бхагаватизм) відносяться приблизно до V століття до н. е.. Одним з таких свідчень є напис на колоні Геліодора, в якій грецький посол з Таксіли в царстві Сунга, проголошує себе «бхагават» («хеліодорена бгагавата»):
Слово «бхагават» часто використовується в ранніх текстах впали для опису Будди, а також вживається в ануссаті як одне зі слів для опису «татхагатхі». «Сакамуніса бхагават» — напис кхароштхи, виявлена на вазі, яку помістив у буддистську ступу грецький мерідарх (правитель провінції) на ім'я Феодор:
|  | Мерідарх Феодор поклав тут мощі Господа Шак'ямуні на благо всіх людей. |